# Kanton Péronnas
Der Kanton Péronnas war von 1985 bis 2015 ein französischer Wahlkreis im Arrondissement Bourg-en-Bresse, im Département Ain und in der Region Rhône-Alpes. Sein Hauptort (frz.: chef-lieu) war Péronnas.

## Gemeinden
| Gemeinde                   | Einwohner Jahr | Fläche km² | Bevölkerungsdichte | Code INSEE | Postleitzahl |
| -------------------------- | -------------- | ---------- | ------------------ | ---------- | ------------ |
| Lent                       | 1.413 (2013)   | 31,5       | 45 Einw./km²       | 01211      | 01240        |
| Montagnat                  | 1.803 (2013)   | 13,8       | 131 Einw./km²      | 01254      | 01250        |
| Montracol                  | 999 (2013)     | 14,6       | 68 Einw./km²       | 01264      | 01310        |
| Péronnas                   | 6.109 (2013)   | 17,6       | 347 Einw./km²      | 01289      | 01960        |
| Saint-André-sur-Vieux-Jonc | 1.121 (2013)   | 24,2       | 46 Einw./km²       | 01336      | 01960        |
| Saint-Just                 | 894 (2013)     | 3,4        | 263 Einw./km²      | 01369      | 01250        |
| Saint-Rémy                 | 976 (2013)     | 7,4        | 132 Einw./km²      | 01385      | 01310        |
| Servas                     | 1.199 (2013)   | 13,0       | 92 Einw./km²       | 01405      | 01960        |

## Einwohner
| Bevölkerungsentwicklung | Bevölkerungsentwicklung |
| Jahr                    | Einwohner               |
| ----------------------- | ----------------------- |
| 1962                    | 4598                    |
| 1968                    | 5394                    |
| 1975                    | 7096                    |
| 1982                    | 9837                    |
| 1990                    | 11.259                  |
| 1999                    | 12.200                  |
| 2006                    | 13.551                  |
| 2011                    | 14.175                  |

## Politik
| Vertreter im conseil général des Départements | Vertreter im conseil général des Départements | Vertreter im conseil général des Départements |
| Amtszeit                                      | Name                                          | Partei                                        |
| --------------------------------------------- | --------------------------------------------- | --------------------------------------------- |
| 1985–1992                                     | Pierre Chambaud                               | Divers droite (DVD)                           |
| 1992–2004                                     | Marc Bernardin                                | Divers droite (DVD)                           |
| 2004–2015                                     | Christian Chanel                              | Divers droite (DVD)                           |